# Atlantis: Milo's Return
Atlantis: Milo's Return (bra: Atlantis: O Retorno de Milo; prt: Atlântida: O Regresso de Milo) é um filme norte-americano de ação-aventura lançado em 2003 e dirigido por Victor Cook, Toby Shelton e Tad Stones. É o vigésimo filme de animação da Walt Disney Pictures lançado diretamente em vídeo, sendo uma sequência de Atlantis: The Lost Empire de 2001. Ele é estrelado por James Arnold Taylor, Cree Summer, John Mahoney, Jacqueline Obradors, Don Novello, Corey Burton, Phil Morris, Florence Stanley e Steven Barr, a maior parte do elenco original.
A Disney originalmente estava considerando uma sequência de The Lost Empire chamado Shards of Chaos, porém a ideia foi abandonada quando o filme original teve um desempenho abaixo do esperado na bilheteria. Milo's Return consiste de três curtas-metragens que originalmente seriam três episódios de uma série de televisão cancelada intitulada Team Atlantis, com animações adicionais sendo feitas para conectar melhor as histórias.

## Sinopse
Milo e Kida se reencontram com seus antigos amigos da superfície a fim de investigarem estranhas ocorrências ao redor do mundo que aparentemente estão conectadas com Atlântida.

## Elenco
- James Arnold Taylor como Milo James Thatch
- Cree Summer como Kidagakash "Kida" Nedakh
- John Mahoney como Preston B. Whitmore
- Jacqueline Obradors como Audrey Rocio Ramirez
- Don Novello como Vincenzo "Vinny" Santorini
- Corey Burton como Gaëtan "Mole" Molière
- Phil Morris como Joshua Sweet
- Florence Stanley como Wilhelmina Bertha Packard
- Steven Barr como Jebidiah Allardyce "Cookie" Farnsworth
- Clancy Brown como Edgar Volgud
- Jean Gilpin como Inger Eliassen
- Bill Fagerbakke como Sven
- Thomas F. Wilson como Ashton Carnaby
- Floyd Westerman como Chakashi
- Jeff Bennett como Sam McKeane
- W. Morgan Sheppard como Erik Hellstrom